# Piezomagnetismo
El piezomagnetismo es un fenómeno observado en algunos cristales antiferromagnéticos y ferrimagnéticos. Se caracteriza por un acoplamiento lineal entre la polarización magnética del sistema y la tensión mecánica. En un material piezomagnético, se puede inducir un momento magnético espontáneo aplicando tensión mecánica, o una deformación física aplicando un campo magnético.

El piezomagnetismo difiere de la propiedad relacionada de la magnetostricción, si se invierte la dirección de un campo magnético aplicado, la tensión producida cambia de signo. Además, se puede producir un momento piezomagnético distinto de cero mediante tensión mecánica únicamente, en campos cero, lo que no ocurre con la magnetoestricción. Según el Instituto de Ingenieros Eléctricos y Electrónicos (IEEE):
El piezomagnetismo es el efecto magnetomecánico lineal análogo al efecto electromecánico lineal de la piezoelectricidad. De manera similar, la magnetoestricción y la electroestricción son efectos análogos de segundo orden. Estos efectos de orden superior se pueden representar efectivamente como de primer orden cuando las variaciones en los parámetros del sistema son pequeño en comparación con los valores iniciales de los parámetros.
El efecto piezomagnético es posible gracias a la ausencia de ciertos elementos de simetría en una estructura cristalina, la simetría bajo inversión del tiempo prohíbe la propiedad.
La primera observación experimental del piezomagnetismo se realizó en 1960, en los fluoruros de cobalto y manganeso.
El piezoimán más fuerte conocido es el dióxido de uranio, con memoria magnetoelástica que cambia en campos magnéticos cercanos a 180.000 Oe a temperaturas inferiores a 30 K.